# 104 TCN
Năm 104 TCN là một năm trong lịch Julius. 